# Судаков, Константин Викторович
Константи́н Ви́кторович Судако́в (6 июля 1932, Челябинск, Уральская область — 11 августа 2013, Москва) — с 1974 по 2008 год возглавлял Научно-исследовательский институт нормальной физиологии имени П. К. Анохина РАМН, заведующий кафедрой нормальной физиологии Первого МГМУ имени И. М. Сеченова, доктор медицинских наук, профессор, академик Российской академии медицинских наук. Почётный доктор Новгородского государственного университета им. Ярослава Мудрого (2002 год).

## Биография
Родился в семье служащих.
В 1950 году поступил в 1-й Московский медицинский институт имени И. М. Сеченова, там же окончил аспирантуру. Затем работал ассистентом, с 1956 по 1962 год готовил кандидатскую диссертацию, занимался преподавательской деятельностью.
С 1962 года находился в должности младшего, а затем старшего научного сотрудника в Научно-исследовательском институте нормальной и патологической физиологии АМН СССР.
В 1966 году Судакова командировали на длительную стажировку в США в город Бетезду, в Национальный институт здоровья. В 1967 году защитил докторскую диссертацию.
С 1967 по 1974 год работал профессором кафедры нормальной физиологии 1-го Московского медицинского института имени И. М. Сеченова, с 1974 года по 2008 — директор Научно-исследовательского института нормальной физиологии имени П. К. Анохина РАМН; до С 1974 по 2013 год — заведующий кафедрой нормальной физиологии Московской медицинской академии имени И. М. Сеченова. С 2013 года — почетный заведующий кафедрой нормальной физиологии Московской медицинской академии имени И. М. Сеченова.
С 1996 года до 2008 года являлся академиком-секретарем Отделения медико-биологических наук РАМН.
Похоронен в Москве на Востряковском кладбище.
Сын — нарколог С. К. Судаков (род. 1955).

## Публикации
Основные научные труды Судакова посвящены изучению системных механизмов целенаправленного поведения — мотиваций человека и животных, а также эмоций и эмоциональных стрессов.
Является автором свыше 650 научных работ, в том числе 8 персональных монографий, двух учебников по нормальной физиологии и 17 книг в соавторстве, в том числе «Системокванты физиологических процессов» (1997). Книга содержит теоретический и экспериментальный материал, обосновывающий оригинальные представления авторов о системном квантовании физиологических процессов.
Монографии
- Биологические мотивации. — 1971.
- Эмоциональный стресс и артериальная гипертензия. — 1976.
- Системные механизмы эмоционального стресса. — 1981.
- Теория функциональных систем. — 1997.
- Рефлекс и функциональная система. — 1998.
- Индивидуальная устойчивость к эмоциональному стрессу. — 1998.
- Информационный феномен жизнедеятельности. — 1999.

## Награды
- Орден Трудового Красного Знамени (1986);
- орден Дружбы народов (25 августа 1992) — за большой вклад в развитие медико-биологической науки и подготовку высококвалифицированных специалистов для отечественного здравоохранения[3];
- заслуженный деятель науки Российской Федерации (7 ноября 1997) — за заслуги в научной деятельности[4];
- орден «За заслуги перед Отечеством» IV степени (22 июля 2002) — за достигнутые трудовые успехи, укрепление дружбы и сотрудничества между народами и многолетнюю добросовестную работу[5];
- орден «За заслуги перед Отечеством» III степени (9 февраля 2009) — за большой вклад в развитие здравоохранения, медицинской науки и многолетнюю добросовестную работу[6].
- медали.
- Почётный доктор Новгородского государственного университета им. Ярослава Мудрого (2002).